# Girardinichthys viviparus
El mexclapique (Girardinichthys viviparus) es una especie de pez actinopeterigio de agua dulce, de la familia de los goodeidos. Es pescado con importancia comercial pequeña; se vende como pescado seco. Antiguamente era el pescado usado para elaborar el tlapique o mextlapique, de ahí su nombre. 

## Biología
Con un cuerpo pequeño, la longitud máxima descrita fue de 6,5 cm los machos y 5 cm las hembras. Como todos los de su familia son peces vivíparos, con un periodo de gestación de unos 55 días.

## Distribución y hábitat
Se distribuye por ríos de América del Norte, en cuencas fluviales del centro de México. Son peces de agua dulce tropical, de comportamiento bentopelágico, que prefieren temperaturas entre 20 °C y 22 °C. Habita pequeños lagos, estanques y charcas.